# Internetpreis des Deutschen Handwerks
Der Internetpreis des Deutschen Handwerks ist ein in den Jahren 2001 bis 2004 und im Jahr 2006 und 2007 vergebener deutscher Wirtschaftspreis für Best-Practice-Lösungen aus mittelständischen Handwerksunternehmen zum Einsatz des Internets im betrieblichen Alltag des Handwerks. Er wurde vom Bundesministerium für Wirtschaft und Technologie (BMWi) initiiert und vom BMWi (von 2002 bis 2004 unter dem Namen Bundesministerium für Wirtschaft und Arbeit) gemeinsam mit dem Zentralverband des Deutschen Handwerks, der Deutschen Telekom AG und dem Wirtschaftsmagazin Impulse vergeben.
Die Handwerksunternehmen konnten sich mit einer Online-Präsentation selbst bewerben; eine Jury aus Vertretern aus Wirtschaft, Wissenschaft und Massenmedien bewertete Innovationsgrad und Originalität, den wirtschaftlichen Erfolg sowie die Vorbildfunktion für das Handwerk und entschied über die Preisträger. Der Preis war in Kategorien unterteilt und mit Preisgeldern dotiert.

## Preisträger
| Jahr | Preisträger                                     | Handwerk                    |
| ---- | ----------------------------------------------- | --------------------------- |
| 2001 | Badpark                                         | Sanitär                     |
| 2001 | Koncraft                                        | Holzverarbeitung            |
| 2001 | Bennewitz                                       | Augenoptik                  |
| 2001 | Sonderpreis für Bernd Kütscher                  | Bäckermeister               |
| 2002 | Mollenhauer                                     | Holzinstrumentenbau         |
| 2002 | Altewichard                                     | Elektrotechnik              |
| 2002 | Schrumpf                                        | Maler                       |
| 2003 | Nannen und Menne                                | Bau                         |
| 2003 | HSG Heistermann Gebäude-Service GmbH            | Gebäudereinigung            |
| 2003 | Bad & Heizung Concept                           | Sanitär                     |
| 2003 | Bad & Heizung Concept                           | Heizung                     |
| 2003 | Bad & Heizung Concept                           | Klima                       |
| 2004 | Wegener                                         | Heizung                     |
| 2004 | Wegener                                         | Sanitär                     |
| 2004 | Wegener                                         | Klima                       |
| 2004 | Wegener                                         | Elektro                     |
| 2004 | Krieger + Schramm                               | Bau                         |
| 2004 | Ortho-Systems                                   | Orthopädietechnik           |
| 2006 | Keck                                            | Bäcker                      |
| 2006 | Straßburger                                     | Zahntechnik                 |
| 2006 | GFZH                                            | Qualitätsverbund Dachausbau |
| 2007 | Fritz Glock                                     | Tischler                    |
| 2007 | SPS Fertiggauben                                | Bauelemente                 |
| 2007 | Landesverband des Bayerischen Zimmererhandwerks | Innung                      |

## Links
- Website des Internetpreises des Deutschen Handwerks (Memento vom 25. April 2010 im Internet Archive)